# Mórahalom
Mórahalom è una città di 5 643 abitanti situata nella contea di Csongrád-Csanád, nell'Ungheria meridionale.